# ケンドーコバヤシ
ケンドーコバヤシ（1972年〈昭和47年〉7月4日 - ）は、日本のお笑いタレント、司会者、声優、俳優、漫画編集者。大阪府大阪市東住吉区出身。吉本興業所属。本名および旧芸名は小林 友治（こばやし ともはる）。NSC大阪校11期生。愛称は、ケンコバ。

## 略歴

### 関西時代
1992年4月大阪NSC入学。11期生であり、同期は陣内智則、中川家、たむらけんじ、ハリガネロック、烏川耕一、たいぞう、ハリウッドザコシショウ、野々村友紀子など。吉本以外では児嶋一哉（アンジャッシュ）などが同期。
NSC在学中『沖・小林』を経て、元ハリガネロックのユウキロックと『松口VS小林』を結成し、ボケを担当。ツッコミにドロップキック等のプロレス技を用いたり、ネタをしながら互いにプロレス技を掛け合うといったアンタッチャブルな芸風で人気を得る。また、NSC在学中に『オールザッツ漫才』（毎日放送）に出演するなど、将来を嘱望された時期もあったが、コンビ名通り対立関係に発展してしまい、方向性の違いから1995年解散。元々、松口は小林の方向性に疑問を持っていたが、ある日小林から「下着泥棒2人が殺し合いをする」という設定のコントのネタを見せられた松口が、「お前と組んでると売れる気がしない」と言って解散を切り出した。
その後、同期の村越周司と『モストデンジャラスコンビ』を結成。同コンビではツッコミ担当だったが、全くボケ・ツッコミの区別がつかない無秩序なネタを生み出し続けた。当時の心斎橋筋2丁目劇場ブームに乗り、また小林の実力を評価した千原兄弟や、バッファロー吾郎、FUJIWARAなど先輩芸人の後押しもあり活躍。モストデンジャラスコンビは村越が芸人引退を希望したことによって、2000年3月をもって解散した。

### ピン芸人に転身
解散に伴い、ピン芸人としてbaseよしもと、2003年9月からはうめだ花月を中心に活躍。
バッファロー吾郎主催の大喜利イベントダイナマイト関西には初回から参加、本大会では参加芸人中最多の5回の優勝を誇っている。その他各種イベントや『スッごい!おとなの時間』(MBSラジオ)など数々共演。野性爆弾、ザ・プラン9、友近らと共に、バッファローファミリーとも称され『アメトーーク!』（テレビ朝日）などで取り上げられた。また、FUJIWARAとも『吉本超合金』（テレビ大阪）で共演。後番組『吉本超合金K・ケンコバ大王』は初の冠番組。
2001年4月から『見参!アルチュン』・『?マジっすか!』（共に毎日放送）に出演。中高生の間で知名度を上げる。さらに毎日放送の昼の情報番組『ちちんぷいぷい』のレギュラー出演（ - 2006年4月）で一般層に知られるようになる。
2002年R-1グランプリ第1回大会において、決勝進出。
2006年夏には『ケンドーコバヤシのオーサカ夜キング』（毎日放送）が放送。同番組には陣内、たむらけんじをはじめ、元相方村越周司など、コバヤシ所縁の多数のお友達ゲストが日替わりで登場した。翌年の2007年には一部内容をリニューアルし『オーサカ夜キング ケンコBAR』として放送された。
『オールザッツ漫才』（毎日放送）にはコンビ時代から出演し、2001年にはトーナメントで優勝。2004年にネタ組として「ピンクローター漫談」という下ネタコントを披露し、これがきっかけで関西での全てのレギュラー番組を降ろされてしまい東京へと逃げ込み、東京進出に成功。その後も毎年出演する「番組の顔」となり、2009年には陣内智則とともに司会を務めたが、2009年の出演を最後に番組を降板した。

### 全国区へ
2003 - 2005年にかけてテレビ東京のハロー!プロジェクト関連の番組、ダウンタウン司会『考えるヒト』（フジテレビ）など、全国放送のテレビ番組に出演するようになる。
2006年には『アメトーーク』（テレビ朝日）で後述の「越中詩郎大好き芸人」が大受け。『人志松本のすべらない話』（フジテレビ）、『やりすぎコージー』、『ゴッドタン』（共にテレビ東京）、『明石家さんちゃんねる』（TBSテレビ）など露出も増え、知名度を全国区にする。
2007年8月、ダウンタウン松本の兄、取締役松本隆博プロデュースで黒田有（メッセンジャー）との音楽ユニット「コバクロ」結成。デビューソングは「わくわくしない世代」。
また、映画『パッチギ!』『ヤッターマン』や、テレビドラマ『BOSS』（フジテレビ）など、俳優としての起用も徐々に目立ちつつある。自身の俳優の仕事を本人曰く、「人妻の危険なアルバイト」とのこと。
2008年、往年の『鶴瓶上岡パペポTV』（読売テレビ）や『松紳』（日本テレビ）の後継的な深夜番組として、千原ジュニア（千原兄弟）とのコンビで始まった『にけつッ!!』（読売テレビ）は10年以上続く長寿番組となっている。
2009年10月、千原ジュニアとの作品で「S-1バトル」の10月の月間チャンピオンとして選ばれた。

## 人物
- 身長172 cm、体重77 kg。血液型O型[4][7]。
- 芸名の由来はプロレスラーのケンドー・ナガサキから[8]。
- 大阪市立東田辺小学校→大阪市立中野中学校→初芝富田林高等学校卒業。

### 幼少期〜学生時代
子供の頃のあだ名は「カレーボーイ」。
高校時代は、ラグビー部で主将を務めていた。

### 芸人として
本名が「髑髏林禿鷹丸（どくろばやし・はげたかまる）」、獄中出産で生まれたといったデタラメなプロフィールを騙ることがある。
『アメトーーク!』（テレビ朝日）では、プレゼン大会の企画として過去に「マジックミラー号芸人」「オリジナ○○芸人」「赤ちゃん芸人 ~baby,don't cry~」「もう恋なんてしないTEN○A芸人」「ア○ル芸人」など放送が憚られるような内容の下ネタ企画を多数持ち込んでおり、同番組のDVD購入特典として付属する「裏DVD」の企画として収録されることが多い。AVを無料で見る者が多い問題（フリーライド）に対し、稼げないと綺麗な人が去っていくからお金は払えるだけどんどん払っていこうと言っている。

### 嗜好
喫煙者で、IQOSと紙タバコ（セブンスター）を交互に吸っている。
もはや愛好家といえるほどスナックによく通っている。

### 趣味
本人自身も身体を鍛える目的でジムに通っており、なかやまきんに君のYouTube企画のベンチプレス対決にてノーギアで120kgを上げ勝利している（きんに君は115kg）。同動画内で「元々は公園にあった10kgくらいの石を投げたり、持ち上げて鍛えていたがある日、石が撤去されていた」とジムに通い始めたきっかけを語っている。

#### アニメ
漫画・アニメに造詣が深く、主に少年漫画を中心だが、少女漫画にも詳しい。『ジョジョの奇妙な冒険』『キン肉マン』『魁!!男塾』『グラップラー刃牙』『ママレード・ボーイ』等を好む。
『ジョジョの奇妙な百人一首』（『ジョジョ』から抜粋した台詞を百人一首化した商品）では、付属の「読み手CD」で読み手を担当。
『キン肉マン』29周年記念イベントにも参加する熱心なキン肉マンファン。モストデンジャラスコンビ時代に『キン肉マンII世』の超人募集に彼の考えた『ザ・ジャック』という超人が採用されたことがある。ザ・ジャックは『キン肉マンII世』第1巻「伝説の序章〜3〜これが新世代の"友情パワー"!」の冒頭に登場している。しかし、『アメトーーク!』の「キン肉マン芸人」の回 で彼が発表した超人「ゴッドホール」は、そのデザインから作者の失笑を買い採用されなかった。

#### プロレス
プロレス好きとしても知られる。プロレス好きになった理由は、幼稚園時代に父親が全日本プロレスに参戦していたアブドーラ・ザ・ブッチャーが許せず、父親に「お前はいつかブッチャーを倒せ」と言われた末に剛柔流の空手道場へ入門させられたことがきっかけだという。小学生時代は『全日本プロレス中継』（日本テレビ）のメイン実況を務めていた倉持隆夫のものまねをやっていた他、倉持の息子から倉持の著書である「マイクは死んでも離さない 「全日本プロレス」実況、黄金期の18年」を倉持直筆の手紙付きでプレゼントされた事もある。一方で、『ワールドプロレスリング』（テレビ朝日）のメイン実況を務めていた古舘伊知郎のものまねに関しては下手だったという。
現在の芸名もケンドー・ナガサキから取ったもの。越中詩郎のファンであることで有名で、越中との共著の著書（後述）も出版されている他、実際にプロレス興行で越中とタッグを組んだ経験もある（全日本プロレス・F-1タッグ選手権 2009年12月13日）。『アメトーーク!』でも「越中詩郎芸人」の企画を持ち込み、後にオンエアされた「越中詩郎芸人vsガンダム芸人」はDVD化された。

#### 車・バイク
無類の旧車好きでカワサキ・Z1とトヨタ4代目MS60型クラウン、通称クジラクラウンに乗っている。

#### アイドル
KARAのファンである。

### 苦手なこと
極度の高所恐怖症である。
嫌いなものとして「占い」を挙げている。本人曰く「占ってもらった時、占い師にあれこれと訊かれ、個人情報がダダ漏れして裸にされているようなものだから」とのこと。危惧していることとして平日の朝のテレビ番組内にやっていることを挙げ、「自身はかに座なのだが、大体悪いので朝からテンションが下がる」と述べている。占い嫌いになったのは小学生時代、同級生が急に占いや前世が見えるようになり、その際「前世が何回も死刑になった奴」と言われたことが一因となっている。そして最後に仕事で占いの館に行った時、個室に案内されコスプレした人に占いをしてもらった話をし、それが箱型ヘルスのようなものだったと述べ占いは好きだと訂正した。

### 家族
両親は岡山県美作市出身。父は元金融機関勤務。母は元教師。実家で書道教室を経営している。兄と姉がいる。父も以前はプロレス好きであったが、1986年にUWFが新日本プロレスに参戦した事がきっかけとなり、以降はプロレス嫌いになったという。
母方の祖父母は元岡山県の小学校教員で、祖父は校長まで務めた。両親の父親同士が岡山県の教員養成所の同級生である。

### エピソード
レイザーラモンの2人をブレイクさせたきっかけを作っている。HGに対しては「ハードゲイか」と言って、ハードゲイキャラがブレイクし、RGにも「市川海老蔵か」と言って、「歌舞伎あるある」から始まる、あるあるネタでブレイクするきっかけを作っている。

## 出演

### テレビ番組

#### レギュラー番組
現在のレギュラー出演
- コスコスプレプレ（2008年4月14日 - 、フジテレビONE）- MC  ※2010年2月でレギュラー放送は休止しており､以降は年に数本のレギュラー特番として放送
- にけつッ!!（2008年10月 - 、読売テレビ）[26]
- 漫道コバヤシ（2012年12月14日 - 、フジテレビONE） - 冠MC、月一放送
- ケンコバのバコバコナイト（2013年10月4日 - 、サンテレビ） - 冠MC
- ケンコバのほろ酔いビジホ泊 全国版（2023年10月5日 - 、BS朝日）[27]
- MXグランプリ～異端芸人決定戦～ （2025年4月27日 - 、TOKYO MX） - MC、月一放送[28]
- のむシリカ presents ケンドーコバヤシのキャベリバ内閣 （2025年4月8日 - 、TOKYO MX） - 冠MC[29]

現在の不定期出演
- アメトーーク!（テレビ朝日）
- そうだったのか!池上彰の学べるニュース（テレビ朝日） - 準レギュラー
- 水曜日のダウンタウン（TBS）
- 秘密のケンミンSHOW極（読売テレビ）
- 千原ジュニアの座王（関西テレビ）- 審査委員長として出演
- 土曜はナニする!?（2020年4月4日 - 、関西テレビ）- 準レギュラー

過去のレギュラー出演
- 光速脳天!ベタキング（1996年4月 - 1997年3月、関西テレビ）
- ちちんぷいぷい（1999年10月11日 - 2006年4月、毎日放送）
- ?マジっすか!（2001年4月15日 - 2003年3月18日、毎日放送）
- 見参!アルチュン（2001年4月16日 - 2002年3月25日、毎日放送）
- ランガング（2002年4月 - 9月、朝日放送）
- 吉本超合金K・ケンコバ大王（2002年10月 - 2003年3月、テレビ大阪） - 初冠MC
- オ・サ・ム（2003年4月8日 - 6月24日、毎日放送）- MC
- 中川家ん!（2003年9月2日 - 2005年3月22日、毎日放送）- レギュラー
- それゆけ!ゴロッキーズ（2003年9月29日 - 12月26日、テレビ東京） - MC、マスター五郎 役
- 魔女っ娘。梨華ちゃんのマジカル美勇伝（2004年10月4日 - 12月24日、テレビ東京） - MC（声のみの出演）、魔法学校校長・江田島コバ八郎 役
- 水野キングダム（2003年 - 2009年、TOKYO MX）- 準レギュラー
- ごもっとも!（2005年3月5日 - 3月19日、朝日放送）
- 週刊プラチケ!（2006年4月12日 - 2010年9月24日、関西テレビ）
- フェイク・オフ〜完全なる相関図〜（2006年10月16日 - 2007年3月19日、フジテレビ） - 声のみ、人間関係を司る神様 役
- オビラジR（2006年12月20日 - 2009年3月19日、TBS） - 水曜→火曜→火曜（スタジオ内の音声のみ）、水曜→火曜
- Shibuya Deep A（2007年2月9日 - 2013年9月27日、NHK-BS2→NHK総合）
- くちコミ☆ジョニー!（2007年10月1日 - 2008年3月27日、日本テレビ） - 木曜レギュラー
- どハッスル!!（2007年10月6日 - 2008年3月29日、テレビ東京） - MC
- アナ☆パラ（2008年3月31日 - 7月31日、日本テレビ） - 木曜レギュラー
- ベリキュー!（2008年3月31日 - 10月3日、テレビ東京）
- うぇぶたま3（2008年4月7日 - 6月30日、テレビ東京）
- めざましどようびメガ（2008年7月12日 - 2012年3月31日、フジテレビ） - コメンテーター
- 全国一斉!日本人テスト（2008年10月 - 2009年7月、フジテレビ）- レギュラー
- 専門チャンネル 専テレgo!go!（2008年10月4日 - 11月29日、日本テレビ） - MC
- 悪魔の契約にサイン（2008年10月29日 - 2009年2月18日、TBS）
- キャンパスナイトフジ（2009年4月 - 2010年3月、フジテレビ） - MC
- 地元応援バラエティ このへん!!トラベラー（2009年4月27日 - 9月28日、TOKYO MX / 2009年10月6日 - 2012年9月24日、テレビ東京）
- 創ったヒト（2009年11月7日 - 2010年9月25日、アニマックス） - MC
- メイドインカンサイ（2010年4月26日 - 2011年4月4日、関西テレビ）
- くりびつ!（2010年10月3日 - 2011年9月25日、東海テレビ）
- 情熱★エンためファクトリー どっキング!!!（2010年10月12日 - 2011年4月5日、関西テレビ）
- JAPANロッケフェスティバル（2010年10月18日 - 12月20日、フジテレビ） - ツアーガイド
- どっキング48（2011年4月19日 - 2013年3月26日、関西テレビ）
- マチャミ&なるみのぶっちゃけナハーレ!（2011年10月29日 - 2012年9月29日、読売テレビ）
- もてもてナインティナイン（2011年11月1日 - 2014年3月11日、TBS）
- 雨上がりのやまとナゼ?しこ（2011年11月1日 - 2015年12月22日、朝日放送）
- THEぶっちぎりTV（2012年4月21日 - 9月8日、TBS） - ゴールデンMC
- 時間を支配しろ!クイズ☆ギリドメ!（2013年4月 - 6月、関西テレビ）- MC
- ノリで行こう!!（2013年10月2日 - 2014年3月26日、福岡放送）
- NMB48山本彩のM-姉 〜ミュージックお姉さん〜（2013年11月30日 - 2015年、スペースシャワーTVプラス） - 月一放送
- バイキング（2014年4月2日 - 2015年3月25日：水曜レギュラー / 2015年4月2日 - 2016年3月31日：木曜レギュラー、フジテレビ）
- 「それってどんなヒト?」捜査バラエティ Gメン99（2014年4月29日 - 9月9日、TBS）
- どうなる?（2015年7月6日 - 11月30日、TOKYO MX） - MC[30]
- FUJIYAMA FIGHT CLUB（2015年10月 - 12月26日・2016年4月30日 - 2017年12月29日、フジテレビ）[31]
- 雨上がりの「Aさんの話」〜事情通に聞きました!〜（2016年1月5日 - 2019年3月、朝日放送） - パネラー
- ゴゴスマ -GO GO!Smile!-（2018年10月4日 - 2021年3月25日、CBCテレビ）- 木曜レギュラー
- 二択の王国（2020年11月29日 - 2021年5月、テレビ大阪）- MC
- ケンドーコバヤシの社長!お手伝いさせて頂きます!（2021年10月3日 - 2023年6月4日、BS12）- 冠MC
- ケンドーコバヤシvsワールドプロレスリング〜“あの頃”を激語りセレクション〜（2023年8月6日 - 10月1日（全6回）、テレ朝チャンネル）- MC[32]
- 明鏡止水 武の五輪（2024年5月22日 - 7月24日、NHK総合）- MC

過去の不定期出演
- のりノリ天国（サンテレビ）
- よしもと興業京都支社（KBS京都）
- 吉本超合金（テレビ大阪）
- 吉本超合金F（テレビ大阪）
- 働くおっさん劇場副音声（フジテレビ）
- 考えるヒトコマ（フジテレビ）
- スター☆ドラフト会議（日本テレビ）
- HEY!HEY!HEY! MUSIC CHAMP（フジテレビ）- コーナーレギュラー
- なるトモ!（読売テレビ）- 準レギュラー（月曜日）
- 明石家さんちゃんねる（TBS）- 準レギュラー
- あさイチ（2019年4月2日 - 4月5日、NHK総合）- 博多華丸不在時のMC代理
- 今ちゃんの「実は…」（朝日放送）
- 痛快!明石家電視台（毎日放送）
- ミント!（2019年4月 - 2020年3月、毎日放送）- 隔週金曜日出演
- VS嵐（フジテレビ）

#### 特別番組
＊MCもしくはメインキャスト
- おねだり怪盗GO!マウス（2001年 - 2009年、毎日放送）- 不定期特番
- 緊急特別 追悼ケンドーコバヤシさん（2005年4月、朝日放送）
- 東京マスメディア会議（2007年 - 2009年、フジテレビ）- 司会
- しゅんげー!ベスト10（2007年6月1日、朝日放送）- MC
- ケンドーコバヤシのオーサカ夜キング（毎日放送） - MC
- オーサカ夜キング ケンコBAR（毎日放送）
- ケンドーコバヤシ妄想劇場（朝日放送）
- 芸能人格付けチェック（朝日放送）- 大予選会準レギュラー（3回本戦出場）
- 人志松本のすべらない話（フジテレビ）
  - コバヤシケンドーのすべらない話（2009年3月8日、フジテレビ721）
- 天才アカデミア〜頭をやわらかくするTV〜（2009年12月6日、フジテレビ）- MC[33]
- オールザッツ漫才（2009年、毎日放送）- MC
- 年忘れ!吉本お笑いオーケストラ（2010年、テレビ朝日）- 司会
- 頑張る姿が美しい!ヘタリストミュージアム（2011年1月3日、フジテレビ）- MC[34]
- 俺たちが司会者!（2011年1月23日・7月8日・10月14日・2012年4月15日・10月5日、テレビ朝日）- 司会
- 有言実行バラエティー ケンドーコバヤシのムチャぶり御免!（2011年3月5日、朝日放送）
- テンションあげまSHOW（2011年8月28日、関西テレビ）- MC
- ケンコバ・陣内・たむけんのめっちゃええやん!韓国旅 食べちゃ〜買っちゃ〜キレイになっちゃ〜100連発（2012年3月25日、関西テレビ）
- ヒルスパ!（関西テレビ）
  - 空想グルメ!フィクション〜あの食べたかった味を完全再現〜（2012年9月29日）- MC
- 緊急特別番組 容疑者ケンドーコバヤシ逮捕（2013年2月9日、朝日放送）
- ケンコバ×陣内×たむけん同期の桜PRESENTS大切な女性おもてなしツアーinソウル（2014年1月4日、関西テレビ）
- 陣内ケンコバ中川家!アラフォー同期シンガポールへ行く（2014年2月27日、関西テレビ）
- ケンドーコバヤシのイタリア人になりたい（2014年3月15日、BS日テレ） - 旅人（紀行番組）
- ネクストブレイク（日本テレビ）
  - 爆笑不幸ネタ祭り!〜笑いで不幸を吹っ飛ばせ〜（2016年7月21日）- MC
- 目指せ絶景!露天風呂トラック旅（2016年10月・2018年1月、広島テレビ）- 番頭
- 30秒芸人（2016年10月15日、NHK総合）- MC
- ケンドーコバヤシの“ギブアップまで待ってみる!!”（2017年4月28日 - 、九州朝日放送）[35]
- 谷4爆笑養成所（2017年6月3日、NHK総合※関西ローカル）- MC
- 笑いのタマリバ（2017年8月19日、TBS）- MC
- キタイチ（テレビ朝日）
  - 全部私が触りました（2018年4月3日・4月10日）- MC
- カンテレ開局60周年特別番組 大阪アースダイバー 〜ケンコバ的歴史発掘手帖〜（2018年5月26日、関西テレビ）
- ようこそ!外国人クルーTheロケ地japan（2018年11月10日、関西テレビ）- MC[36]
- 19の夜〜大人でも子供でもない夢前夜〜（2018年12月11日・12月28日、テレビ朝日）- MC
- 金のベンリ堂（2019年7月17日、NHK総合）- MC[37]
- ケンコバイク!〜あした鈴鹿8耐だし伊豆・箱根でバイク遍歴語ろうSP〜（2019年7月27日、BS日テレ）
- ラグケン!〜ラグビーが見たくなる研究所〜（2019年9月14日[38]・9月15日[39]、読売テレビ）-MC
- ネタ×チェンジ（2019年9月27日、読売テレビ）- MC
- オレの一行（2020年3月21日・2023年10月21日、中京テレビ）- MC
- バーチャルコント（2020年3月28日・8月11日、日本テレビ）- MC
- 創刊!コバヤシコミック（2021年1月3日、MBSテレビ）- MC[40]
- ケンコバカレー部（2021年6月19日 - 、テレビ北海道）[41]
- 今夜は、おしものハナシさせてください（2021年6月23日・12月29日、RKB毎日放送）- MC
- バナナマン日村×ケンコバの仙人めし 秘境の感動のレストラン（2021年12月31日、東海テレビ）
- 全方位調査型娯楽番組 らんきんぐバカ（2022年3月5日・3月12日・3月20日・3月27日、読売テレビ）- MC
- いよいよ放送直前! TVアニメ『チェンソーマン』徹底解剖SP（2022年10月5日、テレビ東京）- MC
- 新春!幻の優勝ネタ祭り（2022年12月31日 - 、テレビ東京）- MC
- 夜のケンミンSHOW（2023年1月12日・2024年1月11日、読売テレビ）- MC
- ケンコバ&くっきー!のヴィンテージ王国 BSよしもとSP（2023年9月30日・2024年3月24日、BSよしもと）
- 前代未聞!芸能生活60周年西川きよしのスター爆笑大作戦!モーレツ!!パンチDE名人会「モーレツ!!しごき教室」（2024年3月30日、読売テレビ）- コーナーMC[42]
- 熊本カレー総選挙2024（2024年5月8日、熊本朝日放送）- MC[43]
- 陣内&ケンコバが勝手にお祝い!!いらっしゃい!シン・テンマバシ（2024年6月8日、テレビ大阪）- MC[44]
- ケンコバのタイでコンプラ違反?（2024年9月14日、さくらんぼテレビ）[45]
- ケンドーコバヤシの世界の前乗りinThailand（2024年9月22日、BSよしもと）[46]
- ケンドーコバヤシと乾杯しませんか?（2024年12月23日、九州朝日放送）
  - ケンドーコバヤシと祝杯しませんか?（2024年12月24日、九州朝日放送）
- ケンコバ関のハッケ湯ーイノコッ旅 〜出会いとグルメ ごっつあんです〜（2024年12月30日、東海テレビ）

### テレビドラマ
- BOSS（2009年4月 - 6月、フジテレビ） - 岩井善治 役
  - BOSS 2ndシーズン（2011年4月 - 6月）
- 理想の息子（2012年1月 - 3月、日本テレビ） - 神部敏郎 役
- シェアハウスの恋人 第1話（2013年1月16日、日本テレビ） - コンビニエンスストア店長 役
- 森光子を生きた女〜日本一愛されたお母さんは、日本一寂しい女だった〜（2014年5月9日、フジテレビ） - 柳田武春 役
- ホワイト・ラボ〜警視庁特別科学捜査班〜 第1話（2014年4月14日、TBS） - 石沢剛志 役
- ガードセンター24 広域警備指令室（2016年9月16日、日本テレビ） - 外木場秀道 役[47]
- 歴史秘話ヒストリア 秀吉 天下人のマネー術（2016年9月9日、NHK） - 豊臣秀吉 役
- オー・マイ・ジャンプ! 〜少年ジャンプが地球を救う〜（2018年1月13日 - 3月24日、テレビ東京） - 大嵐寿三郎 役
- ゼロ 一獲千金ゲーム（2018年7月15日 - 9月16日） - 末崎さくら 役
- 桃色探訪〜伝説の風俗〜（2020年2月29日 - [48]、チャンネルNECO） - 主演・梶山恒夫 役[49]
- 転生みそ五郎どん〜ここは異世界？南島原〜（2022年12月23日 - 2023年2月10日、長崎文化放送） - 主演・みそ五郎どん 役（太田夢莉とW主演）[50]
- ひともんちゃくなら喜んで！ 第1話・最終話（2023年1月16日・3月19日、朝日放送テレビ） - まもるの父 役[51]

### テレビアニメ
- 家電漫才（2008年、テレビ東京） - ジョン・テレビ 役
- ミチコとハッチン（2008年、フジテレビ） - キリル 役
- ヤッターマン（2008年、読売テレビ） - 本人 役 ※実写版『ヤッターマン』のタイアップ
- ハコヅメ〜交番女子の逆襲〜（2021年、AT-Xほか） - 副署長 役[52]
- 僕とロボコ（2023年、テレビ東京） - ケンコバ先生 役[53]
- キン肉マン 完璧超人始祖編（2024年、TBS系列ほか） - ウルフマン 役[54]

### ラジオ
現在のレギュラー
- TENGA Presents Midnight World Cafe 〜TENGA茶屋〜（2012年4月7日 - 、FM OSAKA）
- アッパレやってまーす! 水曜日（2014年4月2日 - 、MBSラジオ）

過去のレギュラー
- ケンドーコバヤシおとなの時間（2001年10月6日 - 12月29日、MBSラジオ）
- B（2002年4月2日 - 10月4日、MBSラジオ） - 月曜
- スッごい!おとなの時間（2002年5月26日 - 2008年3月29日、MBSラジオ）
- Bフライデースペシャル 陣内・ケンコバ45ラジオ（2002年10月 - 2004年3月、MBSラジオ）
- ゴーゴーモンキーズ（2004年4月 - 2005年9月、MBSラジオ） - 木曜
- ゴチャ・まぜっ!木曜→またまたゴチャ・まぜっ!→ゴチャ・まぜっ!水曜日（2005年10月6日 - 2014年3月26日、MBSラジオ）
- ケンドーコバヤシのキミナグ（2007年10月6日 - 2008年3月29日、TBSラジオ）
- 木曜JUNK ZERO ケンドーコバヤシのテメオコ（2008年10月4日 - 2010年4月1日、TBSラジオ）
- Wanted!!（2013年1月11日 - 3月22日、TBSラジオ） - 金曜

その他の出演
- YES GO!GO!NIGHT!（YES-FM）
- コバスポ（ABCラジオ・インターネットラジオ）
- グーグーモンキーズ（MBSラジオ）
- コバンナ（MBSラジオ） - 特別番組
- FMシアター 迷走ランナー（NHK-FM）
- ケンドーコバヤシのウルトラソウル（TBSラジオ） - 特別番組

### 映画
- パッチギ!（2005年） - 空手部主将 大西 役
- 日常（2006年） - 路上ミュージシャン仮面ドライバー 役
- 日常〜恋の声〜（2007年）
- GSワンダーランド（2008年）
- ヤッターマン（2009年） - トンズラー 役
- さらば愛しの大統領（2010年） - 番場刑事 役 ※宮川大輔とW主演
- ゴーストライターホテル（2012年） - 宮沢賢治 役
- NMB48 げいにん!THE MOVIE お笑い青春ガールズ!（2013年）
- NMB48 げいにん!THE MOVIE リターンズ 卒業!お笑い青春ガールズ!!新たなる旅立ち（2014年）
- 仮面ライダー×仮面ライダー ゴースト&ドライブ 超MOVIE大戦ジェネシス（2015年） - ダ・ヴィンチ眼魔 / ルネサンス眼魔 役 ※声の出演[55]

### 吹き替え
- リトル・レッド レシピ泥棒は誰だ!?（2007年） - ニッキー 役
- マーシャル博士の恐竜ランド（2009年） - マーシャル博士〈ウィル・フェレル〉 役
- パシフィック・リム（2013年） - ハンニバル・チャウ〈ロン・パールマン〉 役[56]
- ランボー ラスト・ブラッド（2020年） - ビクトル・マルティネス〈オスカル・ハエナダ〉 役[57]※劇場公開版

### 劇場アニメ
- 映画ドラえもん のび太の人魚大海戦（2010年） - トラギス 役
- 映画 ベルセルク 黄金時代篇I 覇王の卵（2012年） - バズーソ 役
- 遊☆戯☆王 THE DARK SIDE OF DIMENSIONS（2016年） - 百済木 役[58]
- ONE PIECE FILM GOLD（2016年） - ダイス 役[59]
- GANTZ:O（2016年） - 岡八郎 役[60]
- プロメア（2019年5月24日） - ビニー 役[61]
- ドラゴンクエスト ユア・ストーリー（2019年8月2日） - サンチョ 役[62]

### ウェブアニメ
- ゴルゴ13×外務省 海外安全対策マニュアル（2018年）‐小島俊郎役

### CM
- 日本クラフトフーズ「ホールズ」 - 千原ジュニア・次長課長と共演[63]
- コカ・コーラ
  - ジョージア カフェクレム「シズル」篇
  - こだわりレモンサワー檸檬堂「酒場育ちの2つの味」篇
- キリンビール「スミノフ アイススパイス」
- 桃太郎電鉄 - 山本梓と共演
- サッポロビール「アイスラガー」 - 白熊 役 ※声の出演
- デジタル放送推進協会「パワーアップBS!キャンペーン」 - BSマン 役 ※声の出演
- 日産自動車「比べてニッサン」シリーズ - ナレーション
- 餃子の王将「レッツワンバン」「お持ち帰り生餃子」
- Amazonプライム・ビデオ「ヘアサロン」編
- NTTソルマーレ「コミックシーモア」 - 中条あやみ、竹内涼真と共演[64]

### ゲーム
- ベルセルク無双（2016年10月27日、PS4・PS3・PS Vita） - バズーソ 役（声）[65]
- バイオハザード RE:2（2019年1月25日、PS4） - ロバート・ケンド（グラフィックモデル）
- 遊戯王 デュエルリンクス（2019年） - 百済木 役（声）

### ドラマCD
- ガラスの仮面 名台詞カルタ付録CD（2012年） - 小林源造 役

### インターネット番組
現在
- ABEMA Prime（2016年4月 - 、AbemaTV） - 隔週火曜レギュラー[66]
- セカンドチャンスウェディング（2021年9月17日 - 、ABEMA） - MC
- ファミコントークショップ コバヤシ玩具店（2023年7月15日[67] -  2024年5月9日、Nintendo公式チャンネル） - 店長

過去
- 溜池Now（GyaO） - 不定期
- ほんトカナ!?ケンドーコバヤシの絶対に観ないほうがいいテレビ!（2020年12月2日 - 2021年11月3日（全12回）、Amazonプライムビデオ 他）[68]
- HITOSHI MATSUMOTO presents ドキュメンタル（2017年 - 2022年、Amazonプライム・ビデオ） - シーズン3・シーズン5[69]・シーズン8、シーズン11
- Abema Game 9 アゲナイッ! フライデー（2018年1月26日 - 4月13日、AbemaTV） - MC
- シモネタGP（2018年5月14日 - 6月4日、9月17日 - 12月3日、2021年9月10日 - 10月1日、AbemaTV） - MC
- 賞金首（2018年5月18日 - 11月12日、AbemaTV ウルトラゲームス） - 金曜コミッショナー
- 緊急特番 語るドキュメンタル＆新企画発表スペシャル（2018年、Amazonプライム・ビデオ）
- タベドリ（2018年10月15日 - 11月6日、AbemaTV） - エロ四天王[70]
- 【全日本○○グラドルコンテスト】アビリティ（2018年11月4日 - 2019年3月31日、AbemaTV） - 大会運営委員
- ガチンコ!R-1への道（2019年2月15日 - 4月30日、GYAO!） - MC
- 家-1グランプリ2020〜お笑い自宅芸No.1決定戦〜（2020年5月3日、ABEMA） - 審査員[71]
- ケンコバのラグビー金曜TheNIGHT（2020年7月11日 - 8月7日[72]、ABEMA） - MC[73]
- HITOSHI MATSUMOTO presents ドキュメンタル Documentary of Documental（2020年、Amazonプライム・ビデオ）- シーズン2
- ヤングジャンプ45周年記念特別番組（2024年7月7日、ABEMAアニメSPECIAL2） - MC[74][75]

### 配信
過去
- Magalry（マガリー）ケンコバの迷惑メールマガジン（毎週水曜日）

### 新聞連載
- 東京スポーツ・大阪スポーツ・中京スポーツ・九州スポーツ「ケンドーコバヤシのそうだったのか！学べる芸人ニュース」（隔週木曜日、九州は1日遅れ）

### 雑誌連載
過去
- カジカジ「ケンコバの人生レッスン」
- テレビブロス関西版
- マンスリーよしもと「コラム異種書闘技戦・松口VS小林」
- 音楽と人「音楽と魔人」
- ぴあ関西版「魂のランキングルメ」

### 単独ライブ
- 2000年
  - 12月23日 - 「コバちゃんのガチガチサタデー」（baseよしもと/大阪）
- 2001年
  - 03月24日 - 「コバちゃんのヌキヌキサタデー」（baseよしもと/大阪）
  - 06月16日 - 「コバヤシなら何をやっても許されるのかシリーズ(1)〜秘密のコバちゃん〜」（baseよしもと/大阪）
  - 10月20日 - 「コバヤシなら何をやっても許されるのかシリーズ(6)〜小林ブス小町〜」（baseよしもと/大阪）
- 2002年
  - 02月09日 - 「小林なら何をやっても許されるのかシリーズ(11)『小林のジョー』」（baseよしもと/大阪）
  - 03月10日 - 「ケンドーコバヤシミッドナイトライブ『ジョジョの奇妙な小林』」（baseよしもと/大阪）
  - 07月05日 - 「小林なら何をやっても許されるのかシリーズ(2)『Koba Night』」（baseよしもと/大阪）
  - 10月11日 - 「小林でも許されねーだろシリーズ(1)〜内容グダグダ天国〜」（baseよしもと/大阪）
- 2003年
  - 04月19日 - 「小林なら何をやっても許されるのかシリーズ(13)『コバベン』（baseよしもと/大阪）
  - 04月19日 - 「もうコバヤシを相手にすんなシリーズ(1)〜恥ずかしながら帰ってまいりました〜」（うめだ花月/大阪）
  - 10月04日 - 「コバヤシのランペイジ・ジャンクション」（うめだ花月/大阪）
  - 11月01日 - 「コバヤシのランペイジ・ジャンクション2〜トークライブです〜」（うめだ花月/大阪）
- 2004年
  - 04月18日 - 「祝!初ライブはじめまして!ケンコバです!」（うめだ花月/大阪）

## 広報活動
- 外務省

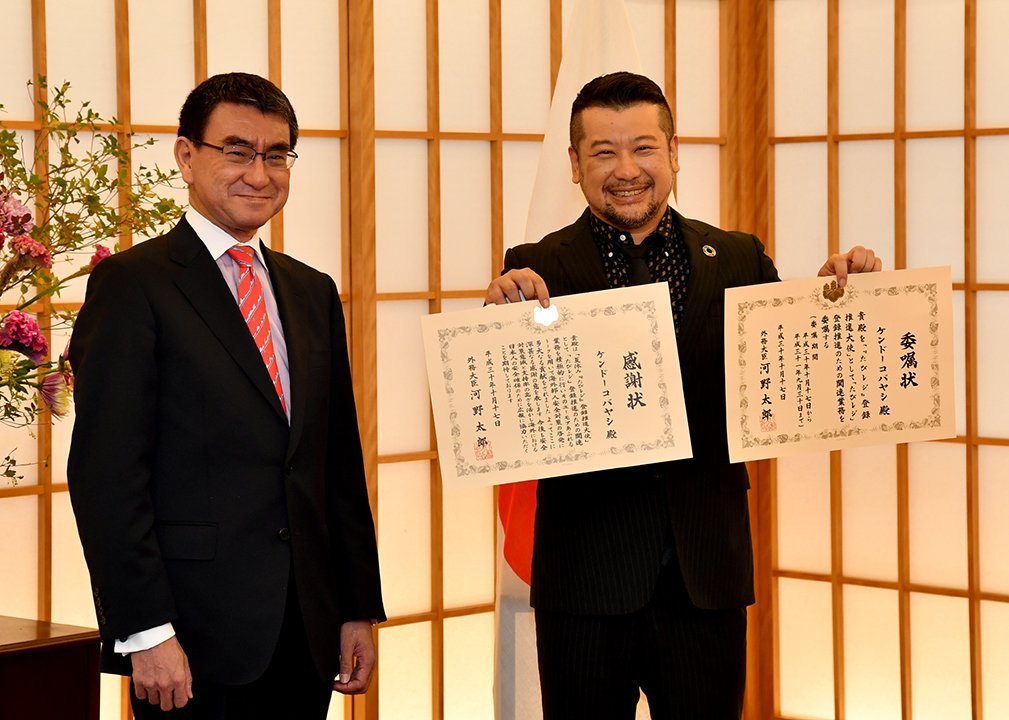
「たびレジ登録推進大使」の任命時に当時の外務大臣の河野太郎と

  - 2018年7月3日～8月31日 - 外務省より公式サービスの「たびレジ」の書記官に任命される[76]。8月31日に大使に昇任し[76]、同日任期満了で解任された[76]。
  - 2018年10月17日 - 外務省にて、外務大臣の河野太郎より「たびレジ登録推進大使」[76] に再任命（委嘱）された[76][77]。同年7月～8月に書記官として活動していた際に、新規利用者を増やした実績[76] から改めて「大使」に就任した[76][78]。

## 著書
- 「やってやるって!!」（扶桑社、ISBN 978-4594054038）越中詩郎との共著
- 「ケンコバ伝説〜星になった言葉たち〜」（ワニブックス、ISBN 978-4847017742）
- 「ケンドーコバヤシのたまらない店」（ぴあ、ISBN 978-4835604824）
- 「ケンドーコバヤシの関西たまラングルメブック―常連になりたい厳選226軒ガイド」（ぴあ、ISBN 978-4835604398）
- 「『美学』さえあれば、人は強くなれる〜マンガのヒーローたちが僕に教えてくれたこと〜」（幻冬舎、2015年9月）[79]

## DVD
※コンビ時代の出演に関しては松口VS小林、モストデンジャラスコンビを参照。
- 緊急特別DVD 追悼ケンドーコバヤシさん（YOSHIMOTO WORKS）
- ダイナマイト関西 〜全日本大喜利王決定トーナメント大会〜（R and C、2003年11月26日）
- ダイナマイト関西2006 〜オープントーナメント大会〜（R and C、2006年12月6日）
- ダイナマイト関西2008 〜オープントーナメント大会〜（R and C、2009年2月11日）
- バトルオワライヤル（YOSHIMOTO WORKS）
- 「緊急特別番組 容疑者ケンドーコバヤシ逮捕〜事件の真相に迫る・完全版〜」

## 音楽
- 餓鬼レンジャー「神の穴 feat. ケンドー・コバヤシ」（2015年7月22日）
TENGAを題材とした配信限定シングル。語りで参加。アルバム『祭事』（2015年9月16日）にはフルバージョンが収録。
- 僕の右手（2023年1月1日）
THE BLUE HEARTSのカバー。クイズ☆正解は一年後の企画トリビュートアルバム『ザ・ブルーハーツ クイズ☆正解は一年後 トリビュート』に収録。